# Stellanello
Stellanello är en ort och kommun i provinsen Savona i regionen Ligurien i Italien. Kommunen hade 808 invånare (2018).